# VFC (công ty)
VFC Foods là một công ty thực phẩm thuần chay của Anh bắt đầu kinh doanh vào tháng 12 năm 2020. Là từ viết tắt của "Vegan Fried Chick * n", được thành lập bởi Matthew Glover và Adam Lyons tại York, Anh. Công ty chuyên tạo ra các sản phẩm thay thế thịt cho gà rán. Glover là người sáng lập phong trào Veganuary và sử dụng kinh nghiệm của mình trong hoạt động ăn chay trường để quảng bá thương hiệu.
VFC đã mở rộng trong năm đầu tiên kinh doanh, phát triển từ một cửa hàng trực tuyến có trụ sở tại York thành một công ty cung cấp sản phẩm trên toàn thế giới. PETA đã công nhận VFC và trao danh hiệu "Gà thuần chay ngon nhất".

## Lịch sử
VFC sử dụng các thành phần có nguồn gốc thực vật, chẳng hạn như protein lúa mì để tạo ra thực phẩm thay thế thịt cho các sản phẩm gà rán. Các sản phẩm được phủ trong một lớp bột ngô giòn. VFC là từ viết tắt của "Vegan Fried Chick * n". Công ty được thành lập bởi Matthew Glover và Adam Lyons tại York, Vương quốc Anh. Glover là một doanh nhân và nhà hoạt động ăn chay trường, đã cùng với vợ của mình tạo ra phong trào "Veganuary" vào năm 2014. Lyons là một đầu bếp và chủ nhà hàng.
Ý tưởng thành lập doanh nghiệp xuất hiện khi Glover đến nhà hàng của Lyons. Glover đã đặt hàng tùy chọn thực đơn gà rán thuần chay và muốn nhiều người dùng thử sản phẩm này. Kinh nghiệm của Lyons khi đến thăm một trang trại gà khiến anh quyết tâm đầu tư vào chế độ ăn thuần chay và khởi động công việc kinh doanh. Sự sáng tạo của họ cũng là một phần của cuộc phản đối việc nhà máy nuôi gà. Vào thời điểm đó, Glover nói với Maxine Gordon từ The Press rằng "đây là nơi thực phẩm gặp gỡ các hoạt động. Đây là cuộc phản đối của chúng tôi." VFC là một trong số các thương hiệu thuần chay được thành lập ở vùng Yorkshire, giúp củng cố khu vực kinh tế và danh tiếng trong ngành kinh doanh thực phẩm không có thịt.
Glover và Lyons đã làm việc với Born Ugly để xây dựng thương hiệu. Họ đã sử dụng hình ảnh thương hiệu của mình để quảng cáo đồ ăn một cách tích cực. Chiến lược này là khác thường đối với danh mục thực phẩm thường quảng bá bản thân một cách chính đáng. Bao bì VFC có hình vẽ graffiti cách điệu và thông điệp chiến dịch thuần chay. Các sản phẩm bán lẻ chính của công ty là phi lê gà thuần chay, và gà bỏng ngô thuần chay. Các sản phẩm ban đầu chỉ được cung cấp để mua trực tuyến, thông qua cửa hàng trên trang web của chính họ. Glover và Lyons đã thuê một giám đốc bán hàng để giúp họ đảm bảo vị trí trong các siêu thị ở Anh. Trong tháng giao dịch đầu tiên, VFC đã tích lũy được 48 nghìn bảng Anh doanh thu và lượng hàng dự trữ thấp do nhu cầu của người tiêu dùng. Vào đầu năm 2021, 2,5 triệu bảng Anh đã được đầu tư vào công ty từ những người ủng hộ tài chính bao gồm Veg Capital của chính Glover và các Nghị quyết riêng của Johnson. Vào tháng 10 năm 2021, VFC đã ký hợp đồng đầu tiên với siêu thị Tesco của Anh để cung cấp các sản phẩm. Cùng tháng, VFC đã giành được giải thưởng "Gà thuần chay ngon nhất" tại Lễ trao giải Thực phẩm thuần chay PETA năm 2021.
VFC mở rộng ra thị trường quốc tế. Trong năm đầu tiên, họ bắt đầu bán sản phẩm ở Tây Ban Nha và Hà Lan. Vào tháng 9 năm 2021, có thông báo rằng VFC sẽ tung ra các sản phẩm tại Hoa Kỳ. Glover cũng thông báo rằng họ đã thu hút sự quan tâm của doanh nghiệp ở 50 quốc gia. Vào tháng 12 năm 2021, VFC giới thiệu tại Triển lãm Thế giới dựa trên Thực vật ở Thành phố New York.
VFC được biết đến với các hoạt động ủng hộ quyền động vật và các quảng cáo thu hút sự chú ý của giới truyền thông. Ngoài ra, thương hiệu liên tục chia sẻ các khẩu hiệu táo bạo và hài hước trên các phương tiện truyền thông xã hội. Họ hợp tác với nam diễn viên Peter Egan và thực hiện quay phim bí mật để phơi bày các điều kiện tại một trang trại nhà máy gà ở Shropshire. VFC đã cam kết chống lại hành vi quấy rối trực tuyến từ những kẻ phản đối người ăn chay trên mạng xã hội. Glover đã tuyên bố rằng việc tương tác với những kẻ lừa đảo đã giúp nâng tầm thương hiệu. Một diễn viên đóng thế công khai khác do VFC dàn dựng chỉ theo dõi một tài khoản, thương hiệu thức ăn nhanh KFC trên nền tảng mạng xã hội Instagram.
Năm 2021, công ty đã ngừng sử dụng thuật ngữ dựa trên thực vật trong tài liệu tiếp thị thay vào đó tập trung vào thuần chay.